# Agrotis csutaki
Agrotis csutaki är en fjärilsart som beskrevs av Diószeghy 1935. Agrotis csutaki ingår i släktet Agrotis och familjen nattflyn. Inga underarter finns listade i Catalogue of Life.